# Charlie Austin
Charlie Austin (* 5. července 1989 Hungerford) je anglický profesionální fotbalista, který hraje na pozici útočníka za australský klub Brisbane Roar FC.
V mládí hrál ve fotbalovém klubu Reading FC, z kterého byl propuštěn. Do roku 2009 nehrál v žádné lize. V témže roce ho angažoval fotbalový klub Swindon Town FC, kam přešel z klubu Poole Town FC. Poté hrál za Burnley FC.

## Klubová kariéra
Narodil se v Hungerfordu v Berkshire. Trénoval s juniory v Reading FC. Jeho výkony byly dobré, ale protože byl malý vzrůstem, tak ho ve věku 15 let propustili. Hrál střídavě za místní fotbalový klub Kintbury Rangers a ve svém rodném městě za fotbalový klub Hungerford Town. V roce 2008 odešel do Bournemouthu z fotbalového klubu Thatcham Town, kde však neodehrál ani jeden zápas.
V Bournemouthu hrál poloprofesionální Wessex League a také v Premier Division, mezitím pracoval jako zedník. V sezóně 2008/09, vstřelil v 46 zápasech 40 gólů za fotbalový klub Poole Town.
Strávil předsezónní přípravu ve League Two s fotbalovým klubem AFC Bournemouth. Manažer tohoto fotbalového klubu Eddie Howe chtěl podepsat nějakého útočníka. Bournemouth s ním však smlouvu nepodepsal a tak zbytek sezony dohrál v Poole Town. Vstřelil 18 gólů v 11 zápasech na konci sezony.

### Swindon Town FC
V roce 2009 přešel z fotbalového klubu Poole Town do Swindon Town FC. Dostal svou šanci na testech za rezervu proti rezervě Swansea City AFC, kde vstřelil hattrick. Manažer Danny Wilson mu nabídl kontrakt do konce sezony. Svůj první zápas v tomto týmu hrál proti Exeter City FC v sezóně 2009/10, když nahradil Bena Hutchinsona v 88 minutě. Dne 21. listopadu 2009 vstřelil svůj první profesionalní gól proti Carlisle United FC. Dále vstřelil premiérový gól na domácím hřišti proti Huddersfield Town FC a ihned po 3 minutách vstřelil rozhodující gól v 59. minutě.